# Riquewihr
Riquewihr (en alsaciano Rïchewïhr o antiguamente Reichenweier en alemán) es una comuna francesa situada en Alsacia, de la región del Gran Este.
Por su belleza y atractivo turístico es uno de los pueblos distinguidos por la asociación Les plus beaux villages de France.

## Demografía
| 1247                       | 1322 | 1195 | 1045 | 1075 | 1212 | 1273 | 1174 | 1081 |
| (Fuente: [cita requerida]) |      |      |      |      |      |      |      |      |